# Schaal Sels 2006
La Schaal Sels 2006, ottantunesima edizione della corsa, valida come evento dell'UCI Europe Tour 2006 categoria 1.1, si svolse il 29 agosto 2006 su un percorso di 198,4 km. Fu vinta dal belga Preben Van Hecke, che terminò la gara in 4h16'15" alla media di 46,45 km/h.
Furono 52 i ciclisti che portarono a termine il percorso.

## Ordine d'arrivo (Top 10)
| Pos. | Corridore             | Squadra         | Tempo    |
| ---- | --------------------- | --------------- | -------- |
| 1    | Preben Van Hecke      | Davitamon       | 4h16'15" |
| 2    | Jens Renders          | Ch. Jacques     | s.t.     |
| 3    | Bert De Waele         | Landbouwkrediet | s.t.     |
| 4    | Paul van Schalen      | Ubbink-Syntec   | s.t.     |
| 5    | Marcel Sieberg        | Wiesenhof       | a 9"     |
| 6    | Malaya van Ruitenbeek | Van Vliet       | a 16"    |
| 7    | Kenny Dehaes          | Ch. Jacques     | a 19"    |
| 8    | Jürgen Roelandts      | Bodysol         | a 22"    |
| 9    | Tomasz Kiendyś        | Knauf Team      | a 29"    |
| 10   | Wouter Van Mechelen   | Ch. Jacques     | a 34"    |